# Abdullah Zubromawi
Abdullah Sulaiman Zubromawi (arab. عبد الله سليمان زبرماوي; ur. 15 listopada 1973) – saudyjski piłkarz występujący na pozycji obrońcy w Al-Wahla. Wcześniej grał w Al-Ahli Dżudda i Al-Hilal. Zubromawi w reprezentacji narodowej rozegrał 122 mecze i strzelił przy tym 4 gole.
Zubromawi wystąpił na mundialu w 1994 r., 1998 r. i 2002 r.